# 祖承訓
祖承訓（？—？），明朝軍事人物，祖大壽、祖大弼之父。
祖承訓一族世代為遼東望族，自稱祖逖之後。1592年，壬辰倭亂爆發，祖承訓以遼陽副總兵的身份，率軍3000名騎兵進入朝鮮支援，這是明朝向朝鮮派出的第一支援軍。在第一次平壤之戰中，他率軍奇襲被日軍占據的平壤，成功攻入了平壤城中。然而在城中受到日軍火繩槍的襲擊，戰敗後，又遭到小西行長、宗義智、大友義統、立花宗茂、黑田長政等人的追擊，全軍覆沒，祖承訓等人隻身逃回遼陽。
此後，他跟隨明朝的主力部隊再次支援朝鮮。在1593年的第二次晉州城之戰中，他與李寧、葛逢夏一起，率領明軍駐扎於居昌。在1597年的丁酉再亂中，他追隨董一元參加泗川之戰，被日軍擊敗。